# Kambia
Kambia – miasto w północno-zachodnim Sierra Leone, ośrodek administracyjny Dystryktu Kambia w Prowincji Północnej. Leży nad rzeką Great Scarcies niedaleko granicy z Gwineą.

## Ludność
Dominującymi grupami etnicznymi w mieście są Susu i Temne. Poniższa tabelka zestawia dane na temat liczby ludności pochodzące z ostatnich spisów:
| Rok  | Liczba ludności | Uwagi           |
| ---- | --------------- | --------------- |
| 1963 | 3700            | oficjalny spis  |
| 1974 | 5740            | oficjalny spis  |
| 1985 | 7631            | oficjalny spis  |
| 2007 | ok. 11700       | dane szacunkowe |